# Andrzej Kuczek
Andrzej Kuczek (ur. 25 listopada 1893 w Kokotowie, zm. 1940 w Charkowie) – podpułkownik kawalerii Wojska Polskiego, ofiara zbrodni katyńskiej.

## Życiorys
Syn Józefa i Agnieszki z Wójcików, rolników. Ukończył z odznaczeniem seminarium nauczycielskie w Krakowie . 
25 sierpnia 1914 wstąpił w szeregi 2 pułku piechoty Legionów Polskich. 19 października tego roku został przeniesiony do 5 Szwadronu Kawalerii, który później został włączony w skład 2 pułku ułanów Legionów Polskich II Brygady Legionów Polskich . W lutym 1918 po przejściu II Brygady Legionów przez linię frontu został internowany przez władze austriackie w Huszt, następnie przeniesiony do Szeklence i wcielony do austriackiego 4 pułku piechoty Landwehry, w którym służył od kwietnia do 31 października 1918 i rozpadu Austro-Węgier.
Po powrocie do Polski 18 listopada 1918 wstąpił w Dębicy do odrodzonego Wojska Polskiego. W składzie 9 pułku ułanów małopolskich uczestniczył w wojnie polsko-ukraińskiej i wojnie polsko-bolszewickiej zajmując stanowisko dowódcy plutonu kawalerii a następnie oficera żywnościowego. W marcu 1919 awansowany na podporucznika, w lipcu 1920 na porucznika.
Po wojnie polsko-bolszewickiej zweryfikowany i zatwierdzony w stopniu rotmistrza, pełnił służbę dowódcy 3 szwadronu 9 Pułku Ułanów Małopolskich w garnizonie Trembowla. W kwietniu 1928 został wyznaczony na stanowisko kwatermistrza pułku. 23 grudnia 1929 został przeniesiony do Korpusu Ochrony Pogranicza na stanowisko Inspektora Południowej Grupy Szwadronów KOP. 28 stycznia 1931 został przeniesiony z KOP do 9 pułku ułanów na stanowisko zastępcy dowódcy pułku. 14 grudnia 1931 został awansowany na podpułkownika ze starszeństwem z dniem 1 stycznia 1932 roku i 4. lokatą w korpusie oficerów kawalerii. W 1936 został przeniesiony do 12 pułku ułanów w Białokrynicy na stanowisko dowódcy pułku. Ukończył IV kurs doskonalenia oficerów w Centrum Wyszkolenia Kawalerii w Grudziądzu i kurs dowódców pułków w Centrum Wyszkolenia Piechoty w Rembertowie. 
W czasie kampanii wrześniowej dowodził 12 pułkiem ułanów. 1 września 1939 brał udział w bitwie pod Mokrą w składzie Wołyńskiej Brygady Kawalerii. Przeszedł szlak bojowy w składzie brygady, aż do boju pod Mińskiem Mazowieckim 13 września. 14 września idąc w straży tylnej brygady został odcięty od pułku we wsi Rudka nad Świdrem. Z grupą ułanów walczył nadal w Grupie Kawalerii „Chełm” pod dowództwem płk Władysława Płonki. Po agresji ZSRR na Polskę został wzięty 1 października 1939 do niewoli sowieckiej i przewieziony do obozu w Starobielsku. Po rozpoczęciu likwidacji obozu przez NKWD został zastrzelony. Zamordowani jeńcy ze starobielskiego obozu byli grzebani w bezimiennych mogiłach w Piatichatkach, gdzie od 17 czerwca 2000 mieści się oficjalnie Cmentarz Ofiar Totalitaryzmu w Charkowie.

## Ordery i odznaczenia
- Krzyż Złoty Orderu Wojennego Virtuti Militari nr 27 (13 września 1939)[9]
- Krzyż Srebrny Orderu Wojskowego Virtuti Militari nr 5476
- Krzyż Niepodległości (6 czerwca 1931)[10]
- Krzyż Walecznych (trzykrotnie)[11]
- Złoty Krzyż Zasługi (10 listopada 1928)[12][11]
- Medal Pamiątkowy za Wojnę 1918–1921
- Medal Dziesięciolecia Odzyskanej Niepodległości
- Odznaka 9 Pułku Ułanów Małopolskich